# تيلسخت (آيت زياد)
تيلسخت هو دُوَّار يقع بجماعة سيدي بوخالف، إقليم أزيلال، جهة بني ملال خنيفرة في المملكة المغربية. ينتمي الدوّار لمشيخة آيت زياد التي تضم 19 دوار. يقدر عدد سكانه بـ 273 نسمة حسب الإحصاء الرسمي للسكان والسكنى لسنة 2004.

## روابط خارجية
- البوابة الوطنية للجماعات الترابية نسخة محفوظة 12 مارس 2018 على موقع واي باك مشين.
- المندوبية السامية للتخطيط